# Фајлицш
Фајлицш (њем. Feilitzsch) општина је у њемачкој савезној држави Баварска. Једно је од 27 општинских средишта округа Хоф. Према процјени из 2010. у општини је живјело 2.850 становника. Посједује регионалну шифру (AGS) 9475123.

## Географски и демографски подаци
Фајлицш се налази у савезној држави Баварска у округу Хоф. Општина се налази на надморској висини од 500 метара. Површина општине износи 30,2 km². У самом мјесту је, према процјени из 2010. године, живјело 2.850 становника. Просјечна густина становништва износи 94 становника/km².